# لوسین گریوز
لوسین گریوز (به انگلیسی: Lucien Greaves) (که با نام مستعار داگلاس ماسنر (به انگلیسی: Douglas Mesner) نیز شناخته می‌شود) یک فعال اجتماعی، سخنگو و بنیانگذار معبد شیطان است. گریوز در رسانه‌های متعددی ظاهر شده‌است و تلویزیونی را در شبکه فاکس نیوز به نمایش گذاشته‌است. او سخنران و مقاله‌نویسی عمومی است که مقالاتی را در نشریاتی از جمله مجله واشینگتن پست و اینترنشنال بیزنس تایم منتشر کرده‌است.

## زندگی و تحصیلات
گریوز در دیترویت میشیگان به دنیا آمده و در دانشگاه هاروارد به تحصیل پرداخته‌است.

## فعالیت
گریوز در بسیاری از رسانه‌های اجتماعی از جمله ان‌اس‌ان‌بی‌سی، ان‌پی‌آر، هافینگتون پست لایو، سی‌ان‌ان، تایم مگزین و سالن به بررسی مسائل اجتماعی پرداخته‌است.

### معبد شیطان
گریوز با ایجاد پروژه حفاظت از کودکان، پروژه پس از مدرسه شیطان و چندین تظاهرات سیاسی و اقدامات قانونی دیگر سعی داشته تا مسائل اجتماعی مربوط به آزادی ادیان و جدایی دین از سیاست را برجسته کند.

## زندگی شخصی
گریوز می‌گوید که بسیاری از تهدیدات مرگ را دریافت کرده‌است و عمداً از نام قانونی استفاده نمی‌کند تا از تهدید خانواده‌اش جلوگیری شود.